# Йоахім Аппель
Йоахім Аппель (нім. Joachim Appel; 22 березня 1967, Зонтгофен, Округ Швабія, Баварія, ФРН — 14 січня 2022) — німецький хокеїст, воротар.

## Кар'єра
Вихованець клубу «Зонтгофен», де він дебютував у 2.Бундеслізі в сезоні 1985/86, у 1989 році переходить до клубу БСК «Пройзен» (Бундесліга), за два сезони він провів 197 матчів. Чотири сезони він відіграв за клуб «Маннгаймер ЕРК», причому у останньому сезоні 1996/97 став чемпіоном Німеччини.
Після двох років у клубах нижчих ліг: «Вайден» (1997/98) та «Бад-Наугайм» (1998/99), Аппель підписав контракт з «Франкфурт Ліонс» (провів 11 матчів). Ще один сезон провів за «Кассель Гаскіс». Завершив свою кар'єру у віці 38 років виступаючи за «Гамбург Фрізерс».